# Isabelle van Elst
Isabelle van Elst (Bennebroek, 4 maart 1998) is een Nederlands-Belgisch langebaanschaatsster. Anno 2022 schaatst Van Elst bij de Noorse ploeg Skøytelandslaget. 

## Biografie
Van Elst reed uitslagen bij de NK Afstanden (2019, 500 meter) en was tweemaal actief op de NK Sprint (2019 en 2021). Ze stond acht keer aan de start van een wereldbekerrace en was een seizoen present op een wereldkampioenschap, in 2017 in Helsinki (junioren). Aan het einde van het seizoen 2021-2022 maakte Van Elst onderdeel uit van de Nederlandse selectie voor de teamsprint op het WK in Hamar. Ze werd echter aldaar uit de opstelling gehaald door Jan Coopmans die in extremis koos voor Femke Kok. Na dit voorval besloot Van Elst om vanaf 2022 onder Belgische vlag te gaan schaatsen, wat mogelijk is door haar dubbele nationaliteit. Van Elst traint sindsdien mee met de Noorse selectie en maakte in november 2022 haar debuut op de wereldbeker onder Belgische vlag. Op 9 december 2022 reed ze op de 500 meter in Calgary een nationaal record in 38,65. Op 6 januari 2023 maakte ze haar debuut op het EK Sprint in Hamar.
In aanloop naar seizoen 2023/2024 moet Van Elst deels in haar eigen kosten in aanvulling op de bijdrage van de Koninklijke Belgische Snelschaatsfederatie (KBSF).

## Persoonlijk
Van Elst studeerde kunstgeschiedenis aan de Universiteit van Amsterdam.

## Records

### Persoonlijke records[6][7]
| Afstand    | Tijd    | Datum            | Baan       |
| ---------- | ------- | ---------------- | ---------- |
| 100 meter  | 11,00   | 16 november 2019 | Breda      |
| 300 meter  | 25,44   | 25 februari 2017 | Breda      |
| 500 meter  | 38,03   | 27 december 2020 | Heerenveen |
| 700 meter  | 1.03,59 | 10 maart 2011    | Haarlem    |
| 1000 meter | 1.14,72 | 24 januari 2025  | Calgary    |
| 1500 meter | 1.55,32 | 25 januari 2025  | Calgary    |
| 3000 meter | 4.21,11 | 28 februari 2017 | Heerenveen |

### Nationale records van België
| Nr. | Afstand    | Tijd    | Datum            | Baan    |
| --- | ---------- | ------- | ---------------- | ------- |
| 1   | 500 meter  | 38,65   | 9 december 2022  | Calgary |
| 2   | 1000 meter | 1.16,05 | 18 december 2022 | Calgary |
| 3   | 1500 meter | 1.55,33 | 25 februari 2025 | Calgary |

## Resultaten
| Jaar | NK Afstanden                 | NK Sprint | EK Sprint            | WK Sprint                | WK Afstanden        | WK Junioren                     |
| ---- | ---------------------------- | --------- | -------------------- | ------------------------ | ------------------- | ------------------------------- |
| 2016 | 18e 500m 19e 1000m           |           |                      |                          |                     |                                 |
| 2017 | 13e 500m 16e 1000m           |           |                      |                          |                     | 5e 500m 5e 1000m 10e teamsprint |
| 2018 | 17e 500m 21e 1000m           | NS4       |                      |                          |                     |                                 |
| 2019 | 7e 500m 14e 1000m 16e 1500m  | 7e        |                      |                          |                     |                                 |
| 2020 | 12e 500m 14e 1000m 12e 1500m | 11e       |                      |                          |                     |                                 |
| 2021 | 5e 500m 8e 1000m 12e 1500m   | 7e        |                      |                          |                     |                                 |
| 2022 | 10e 500m 20e 1000m 21e 1500m | 8e        |                      |                          |                     |                                 |
| 2023 |                              |           | 8e (9e, 8e, 10e, 7e) |                          | 14e 1000m           |                                 |
| 2024 |                              |           |                      | 17e (22e, 12e, 20e, 13e) | 20e 1000m 17e 1500m |                                 |
| 2025 |                              |           | 7e (9e, 6e, 12e, 7e) |                          | 16e 1000m 14e 1500m |                                 |